# Premio Bronze Wrangler
Premios concedidos desde 1960 por el National Cowboy and Western Heritage Museum. La finalidad de esta institución es preservar la memoria del Oeste Estadounidense.
Los premios también reciben el nombre de Wrangler Awards porque el trofeo que se entrega es el Bronze Wrangler.

## Categorías
Los premios contemplan varios medios como  literatura, cine, música y televisión, para lo que se establecen 15 categorías.

## Ganadores
Entre los que han recibido el premio, encontramos a: 
- Buffalo Bill
- John Ford
- John Wayne
- Clint Eastwood
- Sam Elliott
- James Stewart y
- Tom Selleck.